# マヌエル・アウセンシ
マヌエル・アウセンシ・イ・アルバラート（カタルーニャ語: Manuel Ausensi i Albalat, 1919年10月8日 – 2005年9月1日）は、スペイン・バルセロナ出身のバリトン歌手。
バルセロナ市立音楽院に入学するも、スペイン内戦の勃発により学業を中断した。1941年から2年間バレンシアでマリア・リャセルに声楽を学び、その後はバルセロナ市立音楽院で声楽を修め、コンセプシオ・カヤオの薫陶を受けた。1946年にティボリ劇場で初舞台を踏み、1947年にリセオ歌劇場の《アンナ・ボレーナ》の上演に参加してオペラ歌手としての地歩を固めた。1954年にはブエノスアイレスのコロン劇場に進出し、1961年にはメキシコシティ歌劇場に登場して好評を博した。1973年に引退するまでヨーロッパ各地の歌劇場で歌ったが、1990年に一時的に歌手活動に復帰していた。
2005年にタラゴナ県のクレイセルにて死去。

## 註
1. ↑  lazarzuela.webcindario.com